# کلات کوچ (زرآباد)
کلات یا کلات کوچ، روستایی در دهستان زرآباد شرقی بخش مرکزی شهرستان زرآباد در استان سیستان و بلوچستان ایران است.

## جمعیت
بر پایه سرشماری عمومی نفوس و مسکن در سال ۱۳۹۵، جمعیت این روستا برابر با ۳۷۵ نفر (۹۸ خانوار) بوده‌است.